# Giải Grammy cho trình diễn hát rap xuất sắc nhất
Giải Grammy cho Trình diễn hát rap xuất sắc nhất (từng được gọi là Hợp tác rap/hát xuất sắc nhất cho đến năm 2017, và Trình diễn rap/hát hay nhất từ năm 2018–2020) là một giải thưởng được trao tặng tại lễ trao giải Grammy, một buổi lễ trao giải được thành lập vào năm 1958 và ban đầu được gọi là Giải Gramophone, dành cho các nghệ sĩ thu âm với những bài hát chất lượng được hợp tác bởi các rapper và ca sĩ. Các danh hiệu trong một số hạng mục do Viện Hàn lâm Khoa học và Nghệ thuật Thu âm Quốc gia Hoa Kỳ trao tặng tại buổi lễ hàng năm nhằm "tôn vinh thành tựu nghệ thuật, trình độ kỹ thuật và thành tích xuất sắc nói chung trong ngành công nghiệp âm nhạc mà không xét đến doanh số bán album hoặc vị trí trên các bảng xếp hạng âm nhạc".
Tên và định nghĩa của hạng mục đã được thay đổi vào tháng 6 năm 2020, nhằm đưa các xu hướng trình diễn kết hợp đang ngày càng phát triển vào trong thể loại rap. Theo Viện Hàn lâm, "Hạng mục này nhằm công nhận các màn trình diễn đơn ca và hợp tác có chứa các yếu tố rap và hát trong quá trình sản xuất nhạc hiện đại. Màn trình diễn này yêu cầu sự hiện diện mạnh mẽ và rõ ràng của giai điệu kết hợp với nhịp rap, lời bài hát hoặc các yếu tố từ các thể loại không phải rap như R&B, rock, nhạc đồng quê, điện tử hoặc những dòng nhạc khác. Những tác phẩm có thể chứa các đặc điểm rap truyền thống hoặc các yếu tố đặc trưng của các thể loại không phải rap nói trên."
Giải thưởng được trao cho (các) nghệ sĩ. Còn nhà sản xuất, kỹ sư và nhạc sĩ có thể đăng ký Chứng nhận Người thắng giải. Eve và Gwen Stefani là chủ nhân đầu tiên của giải thưởng vào năm 2002 với ca khúc "Let Me Blow Ya Mind". Bộ đôi được đề cử lần thứ hai vào năm 2006 cho "Rich Girl". Rapper người Mỹ Jay-Z đã đoạt 7 giải Grammy trong hạng mục này — 4 lần là nghệ sĩ chính và 3 lần là nghệ sĩ hợp tác; anh ấy cũng đã được đề cử cho ba bài hát khác. Rihanna là nữ nghệ sĩ giành được nhiều chiến thắng nhất ở hạng mục này, với 5 chiến thắng trên tổng số 9 đề cử.

## Những người thắng giải
| Năm[I] | Nghệ sĩ trình diễn                                       | Nhạc phẩm               | Đề cử | Tham khảo |
| ------ | -------------------------------------------------------- | ----------------------- | --- | --------- |

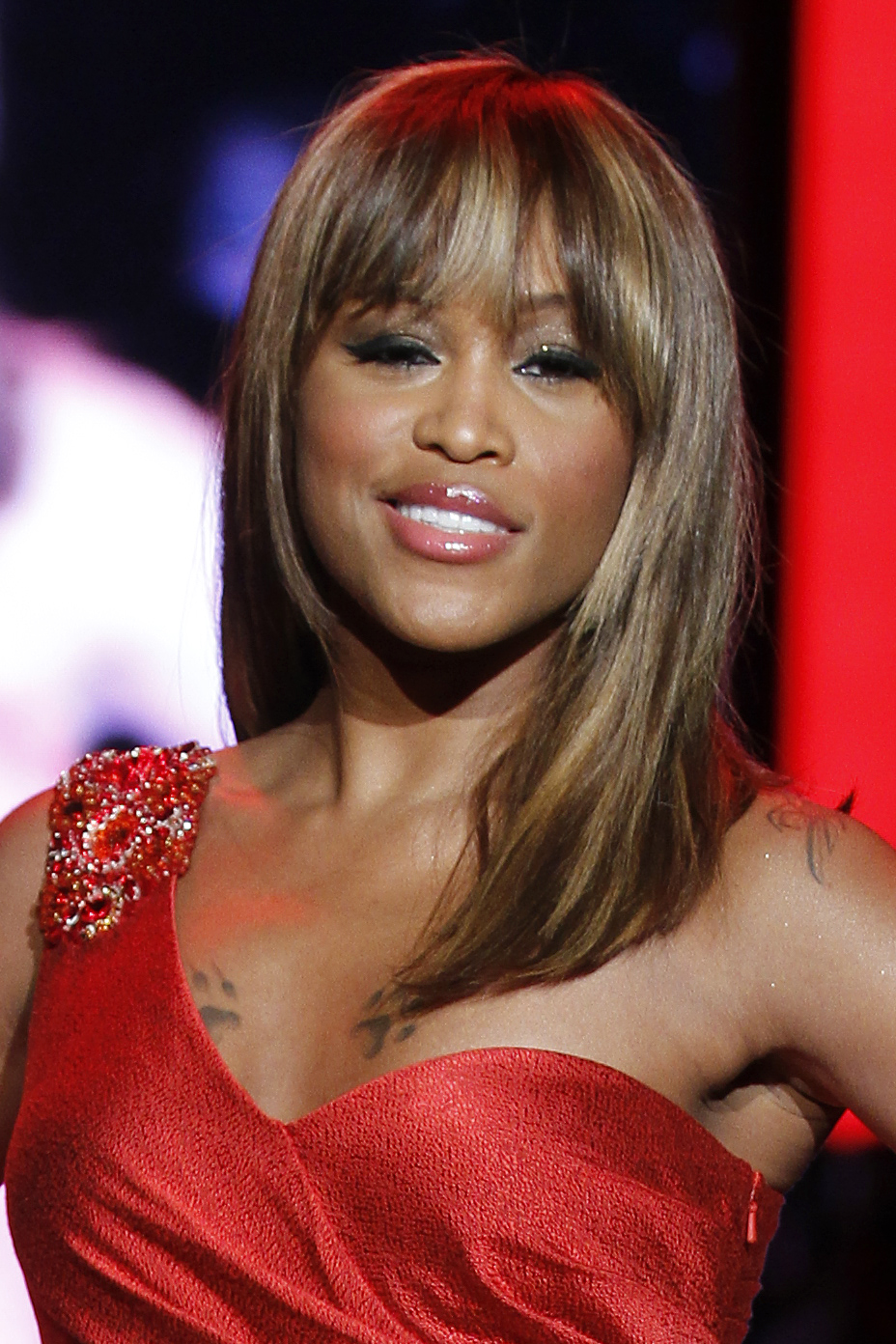
Eve, người thắng giải đầu tiên và được đề cử hai lần

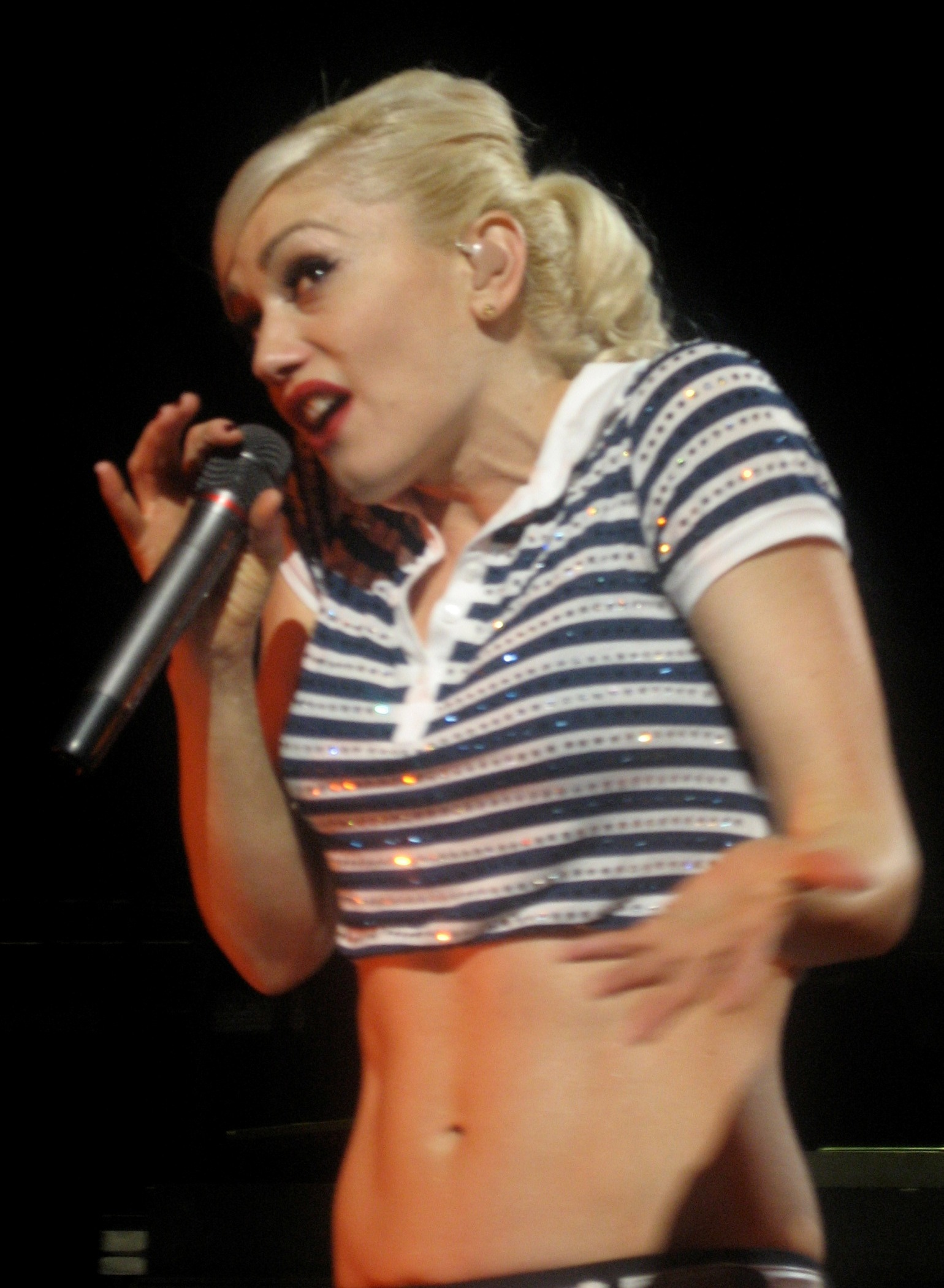
Gwen Stefani, người thắng giải đầu tiên và được đề cử hai lần

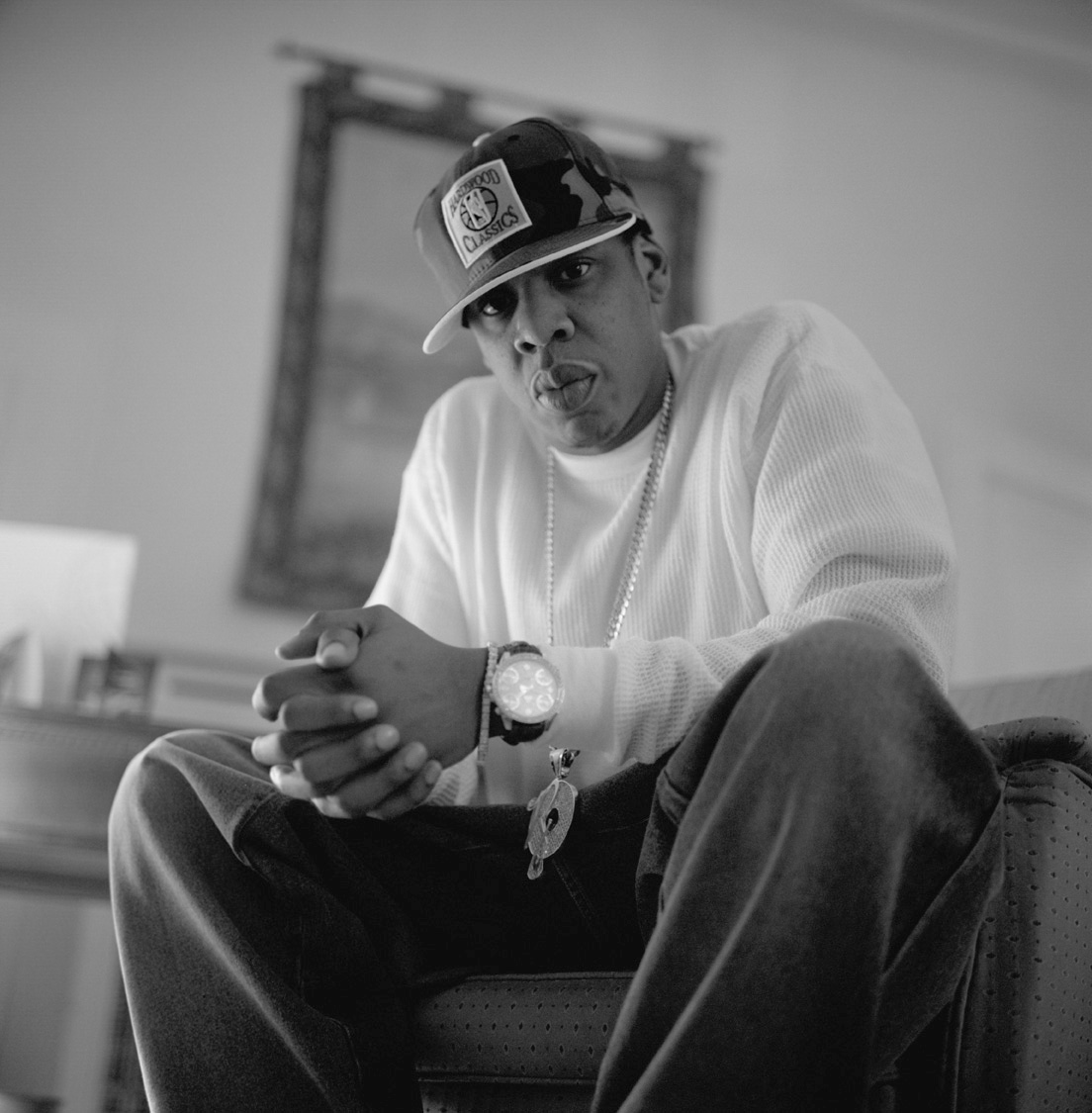
Jay-Z, người thắng giải bảy lần và được đề cử mười một lần

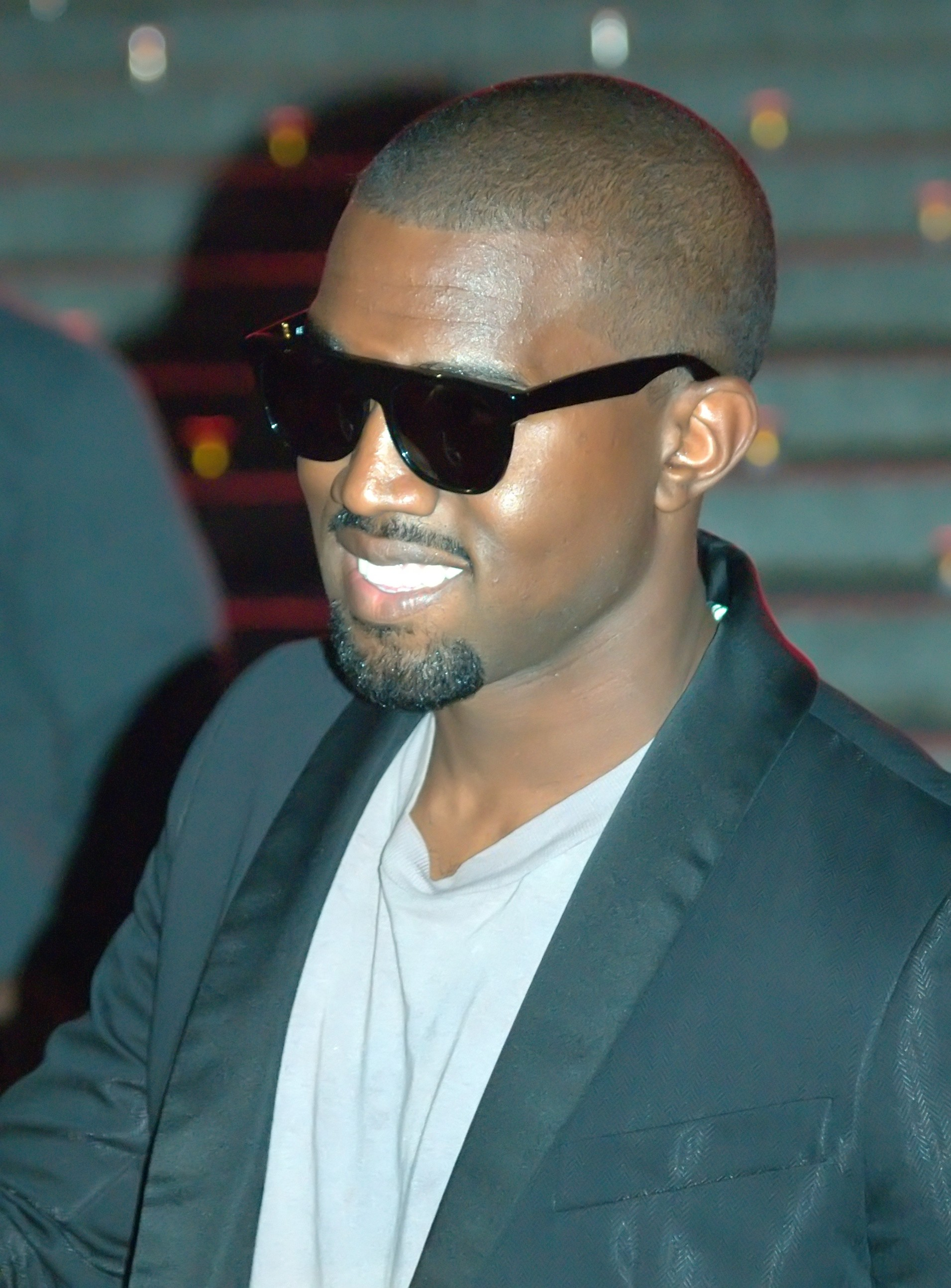
Kanye West, người thắng giải bốn lần và được đề cử mười bốn lần

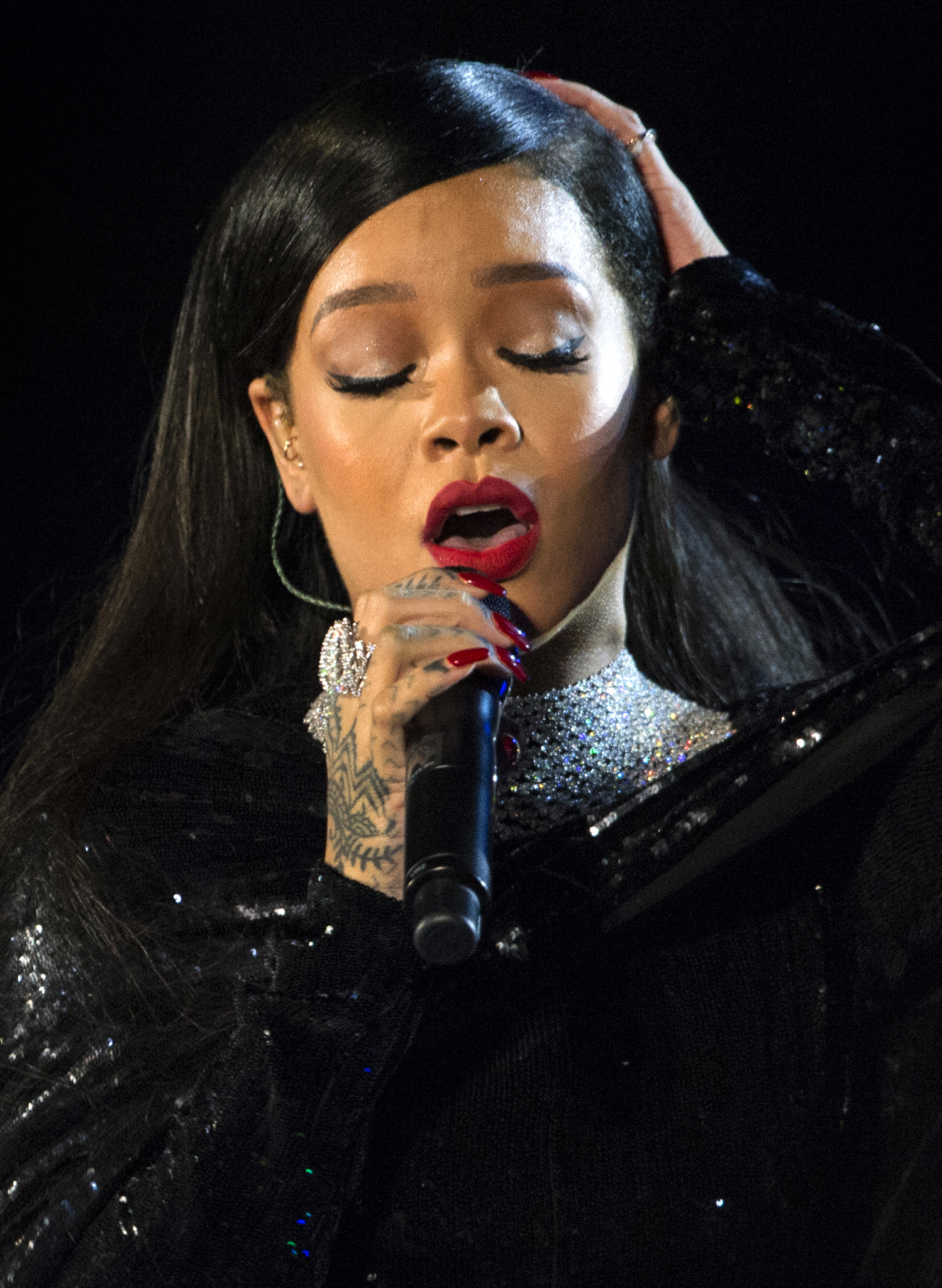
Rihanna, người thắng giải năm lần và người đề cử chín lần

| 2002   | Eve hợp tác với Gwen Stefani                             | "Let Me Blow Ya Mind"   | - Ja Rule hợp tác với Case – "Livin' It Up" - Jagged Edge hợp tác với Nelly – "Where the Party At" - Ludacris hợp tác với Nate Dogg – "Area Codes" - Mystic hợp tác với Planet Asia – "W"                                                            | [ 5 ]     |
| 2003   | Nelly hợp tác với Kelly Rowland                          | "Dilemma"               | - Fat Joe hợp tác với Ashanti – "What's Luv?" - Ja Rule hợp tác với Ashanti – "Always on Time" - Nappy Roots hợp tác với Anthony Hamilton – "Po' Folks" - Justin Timberlake hợp tác với Clipse – "Like I Love You"                                   | [ 6 ]     |
| 2004   | Beyoncé hợp tác với Jay-Z                                | "Crazy in Love"         | - The Black Eyed Peas hợp tác với Justin Timberlake – "Where Is the Love?" - LL Cool J hợp tác với Marc Dorsey – "Luv U Better" - Snoop Dogg hợp tác với Pharrell và Uncle Charlie Wilson – "Beautiful" - Pharrell hợp tác với Jay-Z – "Frontin'"    | [ 7 ]     |
| 2005   | Usher hợp tác với Ludacris và Lil Jon                    | "Yeah!"                 | - Kanye West hợp tác với Syleena Johnson – "All Falls Down" - Christina Milian hợp tác với Fabolous – "Dip It Low" - Jadakiss hợp tác với Anthony Hamilton – "Why" - Twista hợp tác với Jamie Foxx và Kanye West – "Slow Jamz"                       | [ 8 ]     |
| 2006   | Linkin Park và Jay-Z                                     | "Numb/Encore"           | - Gwen Stefani hợp tác với Eve – "Rich Girl" - Destiny's Child hợp tác với T.I. và Lil Wayne – "Soldier" - Common hợp tác với John Legend và Kanye West – "They Say" - Ciara hợp tác với Missy Elliott – "1, 2 Step"                                 | [ 9 ]     |
| 2007   | Justin Timberlake hợp tác với T.I.                       | "My Love"               | - Akon hợp tác với Eminem – "Smack That" - Beyoncé hợp tác với Jay-Z – "Déjà Vu" - Eminem hợp tác với Nate Dogg – "Shake That" - Jamie Foxx hợp tác với Ludacris – "Unpredictable"                                                                   | [ 10 ]    |
| 2008   | Rihanna hợp tác với Jay-Z                                | "Umbrella"              | - Chris Brown hợp tác với T-Pain – "Kiss Kiss" - Akon hợp tác với Snoop Dogg – "I Wanna Love You" - Keyshia Cole hợp tác với Lil' Kim và Missy Elliott – "Let It Go" - Kanye West hợp tác với T-Pain – "Good Life"                                   | [ 11 ]    |
| 2009   | Estelle hợp tác với Kanye West                           | "American Boy"          | - Flo Rida hợp tác với T-Pain – "Low" - John Legend hợp tác với André 3000 – "Green Light" - Lil Wayne hợp tác với T-Pain – "Got Money" - Lupe Fiasco hợp tác với Matthew Santos – "Superstar"                                                       | [ 12 ]    |
| 2010   | Jay-Z hợp tác với Rihanna và Kanye West                  | "Run This Town"         | - Beyoncé hợp tác với Kanye West – "Ego" - Keri Hilson hợp tác với Kanye West và Ne-Yo – "Knock You Down" - The Lonely Island hợp tác với T-Pain – "I'm on a Boat" - T.I. hợp tác với Justin Timberlake – "Dead and Gone"                            | [ 13 ]    |
| 2011   | Jay-Z hợp tác với Alicia Keys                            | "Empire State of Mind"  | - B.o.B hợp tác với Bruno Mars – "Nothin' on You" - Chris Brown hợp tác với Tyga và Kevin McCall – "Deuces" - Eminem hợp tác với Rihanna – "Love the Way You Lie" - John Legend hợp tác với The Roots, Melanie Fiona và Common – "Wake Up Everybody" | [ 14 ]    |
| 2012   | Kanye West, Rihanna, Kid Cudi và Fergie                  | "All of the Lights"     | - Beyoncé và André 3000 – "Party" - DJ Khaled, Drake, Rick Ross và Lil Wayne – "I'm On One" - Dr. Dre, Eminem và Skylar Grey – "I Need a Doctor" - Rihanna và Drake – "What's My Name?" - Kelly Rowland và Lil Wayne – "Motivation"                  | [ 15 ]    |
| 2013   | Jay-Z, Kanye West, Frank Ocean và The-Dream              | "No Church in the Wild" | - Flo Rida và Sia – "Wild Ones" - John Legend và Ludacris – "Tonight (Best You Ever Had)" - Nas và Amy Winehouse – "Cherry Wine" - Rihanna và Jay-Z – "Talk That Talk"                                                                               | [ 16 ]    |
| 2014   | Jay-Z và Justin Timberlake                               | "Holy Grail"            | - J. Cole và Miguel – "Power Trip" - Jay-Z và Beyoncé – "Part II (On the Run)" - Kendrick Lamar và Mary J. Blige – "Now or Never" - Wiz Khalifa và The Weeknd – "Remember You"                                                                       | [ 17 ]    |
| 2015   | Eminem hợp tác với Rihanna                               | "The Monster"           | - Common hợp tác với Jhené Aiko – "Blak Majik" - ILoveMakonnen hợp tác với Drake – "Tuesday" - Schoolboy Q hợp tác với BJ the Chicago Kid – "Studio" - Kanye West hợp tác với Charlie Wilson – "Bound 2"                                             | [ 18 ]    |
| 2016   | Kendrick Lamar hợp tác với Bilal, Anna Wise & Thundercat | "These Walls"           | - Big Sean hợp tác với Kanye West & John Legend – "One Man Can Change the World" - Common & John Legend – "Glory" - Jidenna hợp tác với Roman GianArthur – "Classic Man" - Nicki Minaj hợp tác với Drake, Lil Wayne & Chris Brown – "Only"           | [ 19 ]    |
| 2017   | Drake                                                    | "Hotline Bling"         | - Beyoncé hợp tác với Kendrick Lamar – "Freedom" - DRAM hợp tác với Lil Yachty – "Broccoli" - Kanye West hợp tác với Chance The Rapper, Kelly Price, Kirk Franklin & The-Dream – "Ultralight Beam" - Kanye West hợp tác với Rihanna – "Famous"       | [ 20 ]    |
| 2018   | Kendrick Lamar hợp tác với Rihanna                       | "LOYALTY."              | - 6LACK – "Prblms" - GoldLink hợp tác với Brent Faiyaz và Shy Glizzy – "Crew" - Jay-Z hợp tác với Beyoncé – "Family Feud" - SZA hợp tác với Travis Scott – "Love Galore"                                                                             | [ 21 ]    |
| 2019   | Childish Gambino                                         | "This Is America"       | - Christina Aguilera hợp tác với GoldLink – "Like I Do" - 6LACK hợp tác với J. Cole – "Pretty Little Fears" - Kendrick Lamar và SZA – "All the Stars" - Post Malone hợp tác với 21 Savage – "Rockstar"                                               | [ 22 ]    |
| 2020   | DJ Khaled hợp tác với Nipsey Hussle và John Legend       | "Higher"                | - Lil Baby và Gunna – "Drip Too Hard" - Lil Nas X – "Panini" - Mustard hợp tác với Roddy Ricch – "Ballin'" - Young Thug hợp tác với J. Cole và Travis Scott – "The London"                                                                           | [ 23 ]    |
| 2021   | Anderson .Paak                                           | "Lockdown"              | - DaBaby hợp tác với Roddy Ricch – "ROCKSTAR" - Drake hợp tác với Lil Durk – "Laugh Now Cry Later" - Roddy Ricch – "The Box" - Travis Scott – "Highest in the Room"                                                                                  | [ 24 ]    |
| 2022   | Kanye West hợp tác với The Weeknd và Lil Baby            | "Hurricane"             | - J. Cole hợp tác với Lil Baby – "Pride Is the Devil" - Doja Cat – "Need to Know" - Lil Nas X hợp tác với Jack Harlow – "Industry Baby" - Tyler, the Creator hợp tác với Youngboy Never Broke Again và Ty Dolla $ign – "WusYaName"                   | [ 25 ]    |
| 2023   | Future hợp tác với Drake và Tems                         | "Wait for U"            | - DJ Khaled hợp tác với Future và SZA – "Beautiful" - Jack Harlow – "First Class" - Kendrick Lamar hợp tác với Blxst và Amanda Reifer – "Die Hard" - Latto – "Big Energy (Live)"                                                                     | [ 26 ]    |
| 2024   | Lil Durk hợp tác với J. Cole                             | "All My Life"           | - Burna Boy hợp tác với 21 Savage – "Sittin' on Top of the World" - Doja Cat – "Attention" - Drake và 21 Savage – "Spin Bout U" - SZA – "Low" | [ 27 ]    |
| 2025   | Rapsody hợp tác với Erykah Badu                          | "3:AM"                  | - Jordan Adetunji hợp tác với Kehlani – "Kehlani" - Beyoncé, Linda Martell và Shaboozey – "Spaghettii" - Future, Metro Boomin và The Weeknd – "We Still Don't Trust You" - Latto – "Big Mama"                                                        | [ 28 ]    |

^[I] Mỗi năm được liên kết với bài báo về Lễ trao giải Grammy được tổ chức vào năm đó.

## Nghệ sĩ có nhiều lần thắng giải
7 lần thắng giải
- Jay-Z

5 lần thắng giải
- Rihanna

4 lần thắng giải
- Kanye West

2 lần thắng giải
- Kendrick Lamar
- Justin Timberlake

## Nghệ sĩ có nhiều lần đề cử
14 lần đề cử
- Kanye West

12 lần đề cử
- Jay-Z

9 lần đề cử
- Rihanna

8 lần đề cử
- Beyoncé (1 lần cùng được đề cử với Destiny's Child)

7 lần đề cử
- John Legend

6 lần đề cử
- Drake

5 lần đề cử
- Eminem
- Kendrick Lamar
- T-Pain
- Justin Timberlake
- Lil Wayne

4 lần đề cử
- Common
- Ludacris

3 lần đề cử
- Chris Brown
- J. Cole
- Kelly Rowland (1 lần cùng được đề cử với Destiny's Child)
- Roddy Ricch
- T.I.
- Travis Scott

2 lần đề cử
- 6lack
- Akon
- André 3000
- Ashanti
- Nate Dogg
- Snoop Dogg
- The-Dream
- Missy Elliott
- Eve
- Flo Rida
- GoldLink
- Jamie Foxx
- Fergie (1 lần cùng được đề cử với The Black Eyed Peas)
- Anthony Hamilton
- Ja Rule
- DJ Khaled
- Nelly
- Pharrell
- Gwen Stefani
- SZA
- Charlie Wilson